# Psychotria speluncae
Psychotria speluncae är en måreväxtart som beskrevs av Paul Carpenter Standley och Julian Alfred Steyermark. Psychotria speluncae ingår i släktet Psychotria och familjen måreväxter. Inga underarter finns listade i Catalogue of Life.